# 毛枝细尾楼梯草
毛枝细尾楼梯草（学名：Elatostema tenuicaudatum var. lasiocladum）为荨麻科楼梯草属下的一个变种。

## 扩展阅读
- 維基物種上的相關：毛枝细尾楼梯草